# Fan Club (émission de télévision belge)
Pour l’article homonyme, voir Fan Club (émission de télévision québécoise).
Fan Club  est une émission de variétés belge  quotidienne diffusée sur Club RTL en Belgique entre 2001 et 2003. Elle fut créée et produite par Claudio Bolzonello. Elle était présentée par Virginie Efira puis Nancy Sinatra et succédait à Mégamix.